# Spetses
Spetses (gr. Σπέτσες) – grecka wyspa należąca do archipelagu Wysp Sarońskich. Do 1948 roku wyspa należała do starej prefektury Argolidocorinthia, która następnie podzielona została na prefektury Argolidę oraz Koryntię. Od 2011 roku leży w administracji zdecentralizowanej Attyka, w regionie Attyka, w jednostce regionalnej Wyspy, w gminie Spetses.
Największym miastem wyspy jest Spetses, które jest zarazem jedynym dużym miejscem osadnictwa z populacją sięgającą 3846 mieszkańców. Inne miejscowości na wyspie to: Moni Ajion Panton (populacja 32 mieszkańców), Ligoneri (populacja 16 mieszkańców), Ajii Anarjiri (populacja 11 mieszkańców) oraz Kuzunos (populacja 3 mieszkańców). Łączna populacja wyspy wynosi 3916 osób. W skład gminy wchodzi także wyspa Spetsopula (populacja 8 mieszkańców).
Wyspa posiada połączenia promowe z Pireusem, Plaką niedaleko Leonidio oraz Nauplionem. Używanie samochodów na wyspie jest ograniczone. W związku z tym głównym środkiem transportu publicznego są konie oraz wodne taksówki posiadające specjalne licencje na swoje usługi. Oprócz tego mieszkańcy wyspy poruszają się głównie pieszo lub używając skuterów oraz rowerów, które są popularne na wyspie. Długość tras rowerowych wynosi 30 km.
W centrum miasta Spetses znajduje się słynny kompleks plaż. Na jednej z nich znajduje się Akademia Sportów Wodnych.

## Historia

Spetses: Bandera z 1821 r. z dewizą: Wolność albo śmierć

Ślady osadnictwa odkryte przez archeologów datowane są na 2000 p.n.e. W starożytności wyspa nie odgrywała istotnej roli.
Między 1821 a 1832 rokiem, jako wyspa znakomitych kupców i marynarzy, odegrała ważną rolę w wojnie o niepodległość Grecji. Spetses była miejscem schronienia greckiej bohaterki walk o niepodległość Laskariny Bubuliny. Współczesna fregata wojenna klasy Hydra, F 453 Spetsai oraz historyczny grecki pancernik Spetsai otrzymały imiona od nazwy wyspy.
W latach 1960–1970 wyspa stała się popularnym miejscem bogatych Ateńczyków wynajmujących lub kupujących wille na wyspie. Obecnie wyspa posiada sporą liczbę hoteli oraz jest popularnym miejscem turystycznym, a także miejscem wycieczek niskobudżetowych.

## Spetses w kulturze masowej
Angielski pisarz John Fowles w swojej książce Mag opisał fikcyjną wyspę Phraxos, której geografię i rozmieszczenie budynków wzoruje na Spetses. W 2007 r. nakręcono tu film Morska opowieść (Fishtales, 2007) z Billym Zane i Kelly Brook.

## Zmiana populacji wyspy
| Rok  | Populacja miasta | Zmiana      | Populacja gminy | Gęstość zaludnienia |
| ---- | ---------------- | ----------- | --------------- | ------------------- |
| 1981 | 3 729            | -           | -               | -                   |
| 1991 | 3 509            | -220/-5,90% | 3 603           | 132,8/km²           |
| 2001 | 3 846            | +337/+9,60% | 3 916           | 144,4/km²           |